# Barevná kompozice

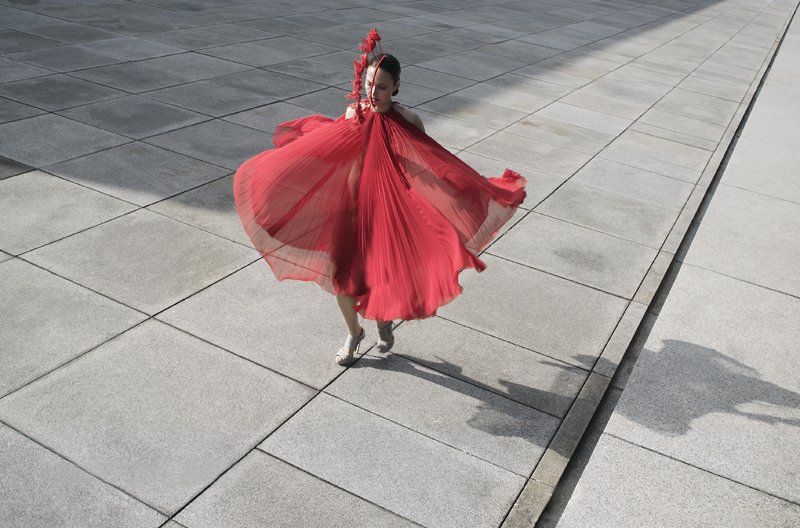
Michal Martychowiec: Módní fotografie kolekce Dawid Tomaszewski 2011; využití barevného účinku červené barvy a neutrálního pozadí

Barevná kompozice nebo barevná skladba je jedním ze základních kompozičních postupů pro uspořádání barev a prvků v obrazu. Je spoluurčována barevným, individuálním názorem autora a jeho emocionální, estetickou soustavou. Uplatňuje se v různých sdělovacích systémech a oborech, protože má obecnou platnost. Autoři používají barevnou kompozici ve fotografii, filmu, malbě, architektuře, hudbě nebo průmyslovém designu.

## Vnímání barev
Vnímání barev je složitý fyziologický a psychologický proces, při kterém se uplatňuje:
- fyzikální barevný podnět
- vyhodnocení podnětu zrakem (psychofyzikální)
- přenos vjemů do mozku a jejich vyhodnocení (psychosenzorické)

Fyzikální barevný svět je určen intenzitou a spektrálním složením (barvou) dopadajícího světla. V lidském oku jsou dva typy receptorů. Tyčinky nerozlišují barvy, rozlišují intenzitu světla a jsou citlivější ke krátkovlnné oblasti spektra. Je jich cca 120 miliónů. Čípky jsou méně citlivé než tyčinky a je jich cca 7 miliónů a umožňují barevné vidění. Jeden druh je nejcitlivější na modré, druhý na zelené a třetí na červené světlo. Při nízké hladině osvětlení se snižuje schopnost rozeznávat barvy (tzv. Purkyňův jev).

## Barevná kompozice
Při barevné kompozici musíme řešit tyto aspekty:
- Harmonie barev
- Kontrast
- Poměr velikosti barevných ploch
- Vzájemný účinek více barev
- Umístění v ploše snímku
- Vyjádření tvaru, zdůraznění linií
- Objektivní zobrazení barev

Barevnou fotografii můžeme rozdělit na několik skupin podle stupně barevnosti:
- Barevně zobrazená černobílá realita
- Potlačená barevnost
- Postupné vnášení barvy do obrazu
- Nepotlačená barevnost
- Záměrná barevnost
- Barevná uspořádanost[1]

## Rozdělení barev
- Teplé barvy jsou červená, oranžová, žlutočervená, žlutá, zelenožlutá, zelená. Jejich společným znakem je, že obsahují žlutou. Tradičně se spojují s ohněm a Sluncem, protože vyvolávají dojem tepla.
- Studené barvy jsou modrozelená, modrá, fialověmodrá, fialová, červenofialová. Všechny obsahují modrou. Jejich charakter určuje voda.
- Syté barvy jsou neředěné černou, šedou nebo bílou.
- Kontrastní (doplňkové) barvy jsou jakékoliv dvě barvy, které jsou na protilehlých stranách barevného kola. Dochází u nich k pocitu kontrastu. Dáme-li je vedle sebe, zmnoží viděnou sytost obou.
- Harmonické barvy jsou jakékoliv tři barvy, které mohou být na barevném kole spojeny rovnostranným trojúhelníkem. Tyto barvy mezi sebou dobře ladí.
- Příbuzné barvy leží na barevném kole vedle sebe. Mají podobný účinek, tedy zcela opačnou vlastnost, než mají barvy kontrastní.
- Pastelové barvy jsou odstíny, které jsou velmi rozředěné bílou nebo šedou. Velmi obtížně se reprodukují.
- Monochromatické barvy se skládají z různých sytostí a hodnot jasu jedné barvy, působí mdle a nevýrazně. Chytře využitý kontrast je může udělat velmi zajímavými.

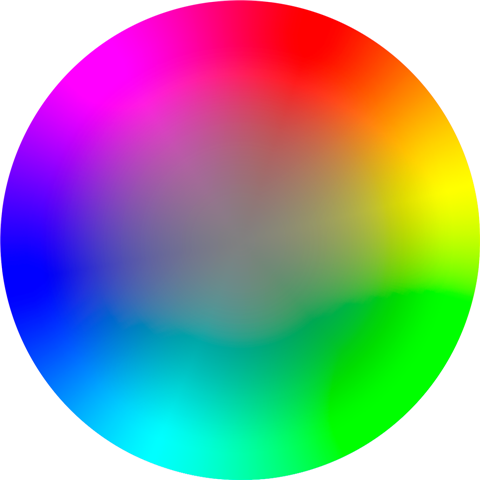
Barevný kruh
Aditivní barevný systém
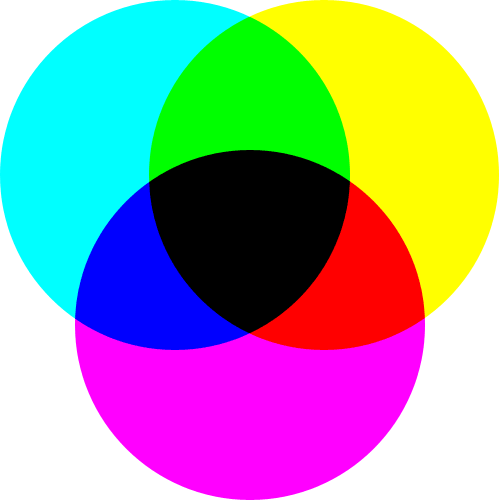
Subtraktivní barevný systém
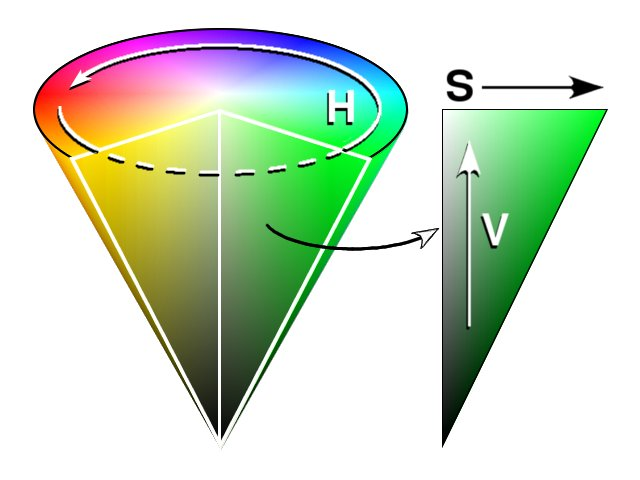
HSV barevný systém

## Příklady

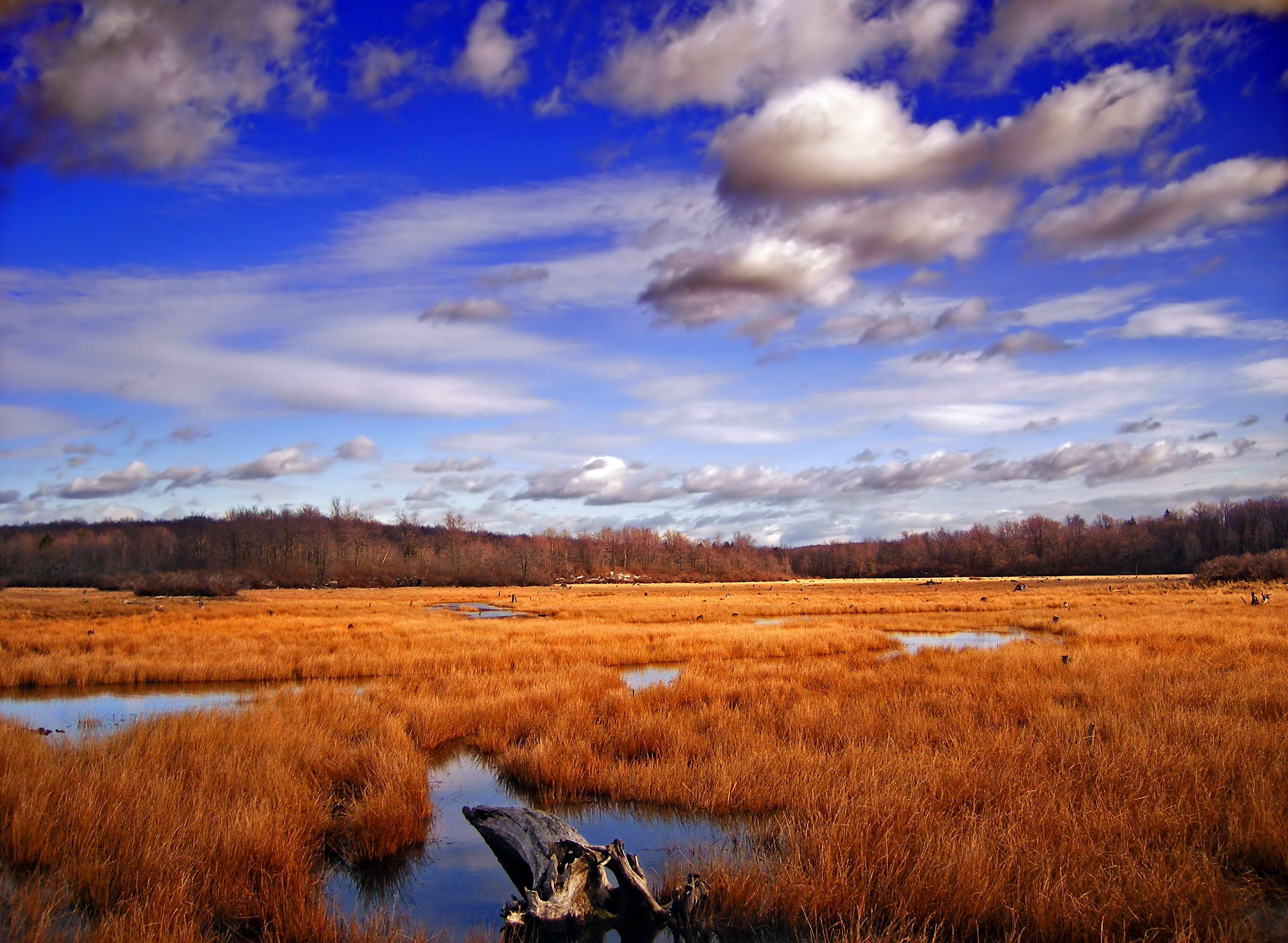
Barevný kontrast
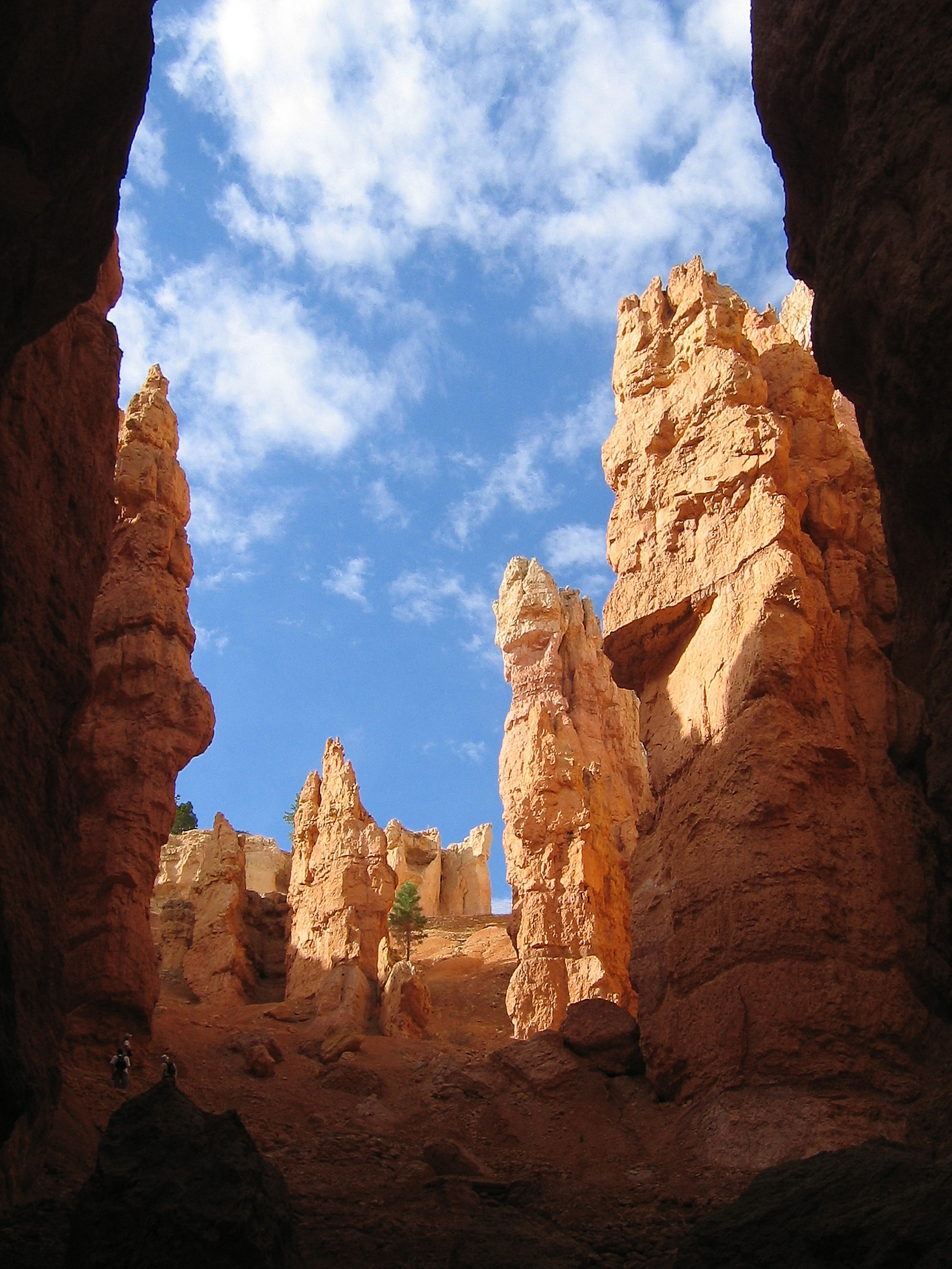
Kombinace kontrastu a barevného kontrastu
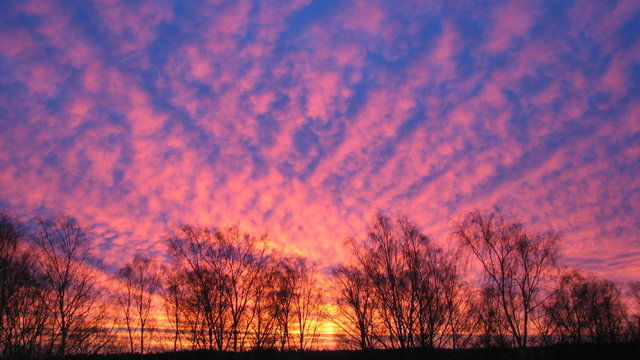
Netradiční barva oblohy, viděná jen zřídkakdy a krátkém úseku dne, nutí k vnímání této atmosféry. Z dálky fotografie působí jako abstraktní malba.
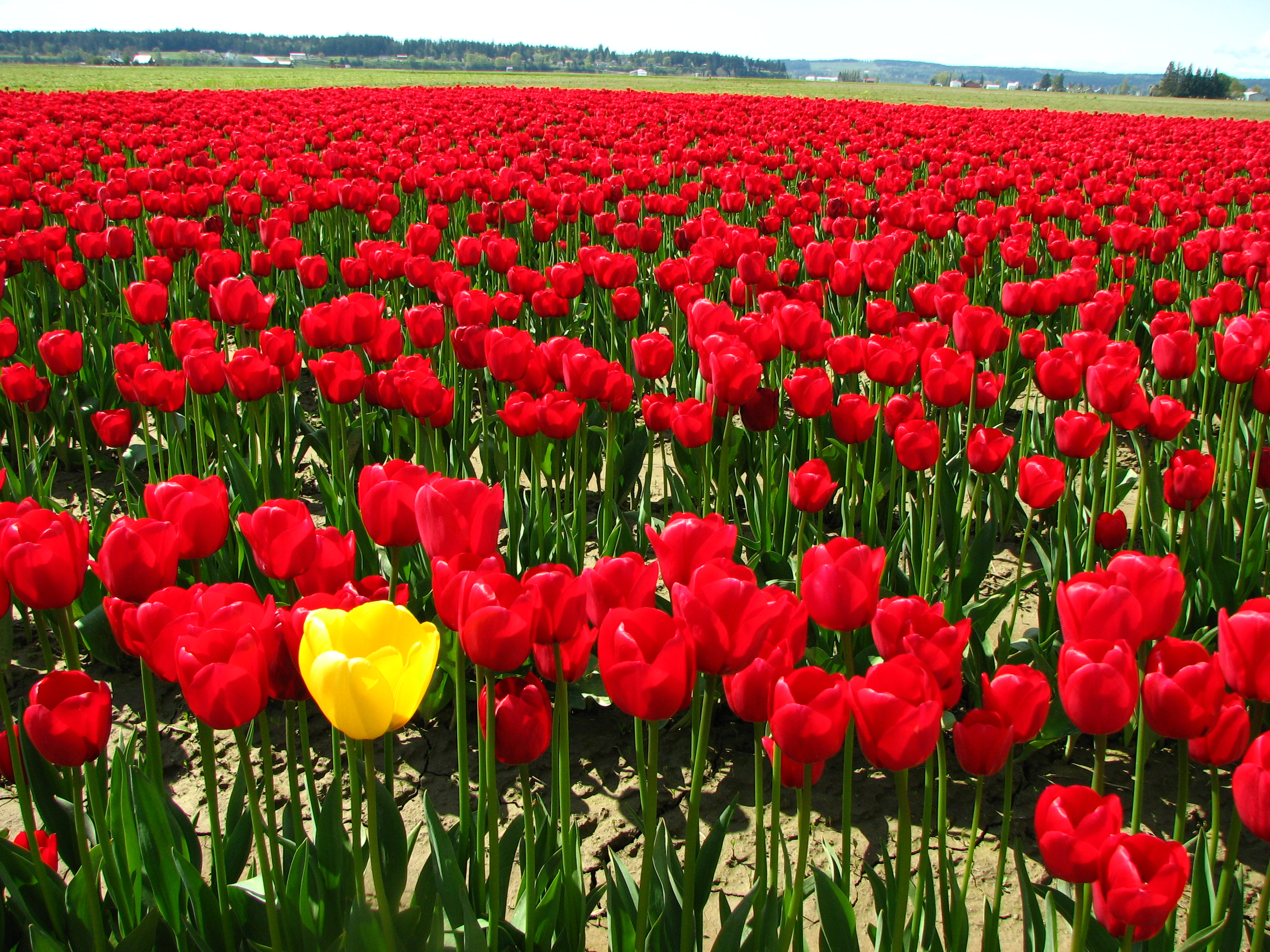
Zcizovací efekt v podobě žlutého tulipánu působí na psychosenzorickou část mozku a strhává pozornost.
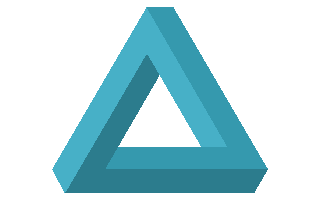
Penroseův trojúhelník, optický klam